# 卡塞达
卡塞达（西班牙語：Cáseda）是西班牙纳瓦拉的一个市镇。总面积86平方公里，总人口1053人（2001年），人口密度12人/平方公里。